# Mogoșani
Mogoșani est une commune du județ de Dâmbovița en Roumanie.